# Teatro Sociale (Asola)
Il Teatro Sociale è un teatro di Asola situato in via Piave. Attualmente (2019) è in fase di ristrutturazione.

## Storia
Prima dell'attuale collocazione, il Vecchio Teatro era stato eretto nel Palazzo Municipale (sopra la Loggia Veneta) negli anni 1790-1795. Venne poi demolito quasi un secolo dopo a seguito della contestata impossibilità di realizzare opere necessarie alla pubblica sicurezza (1887).

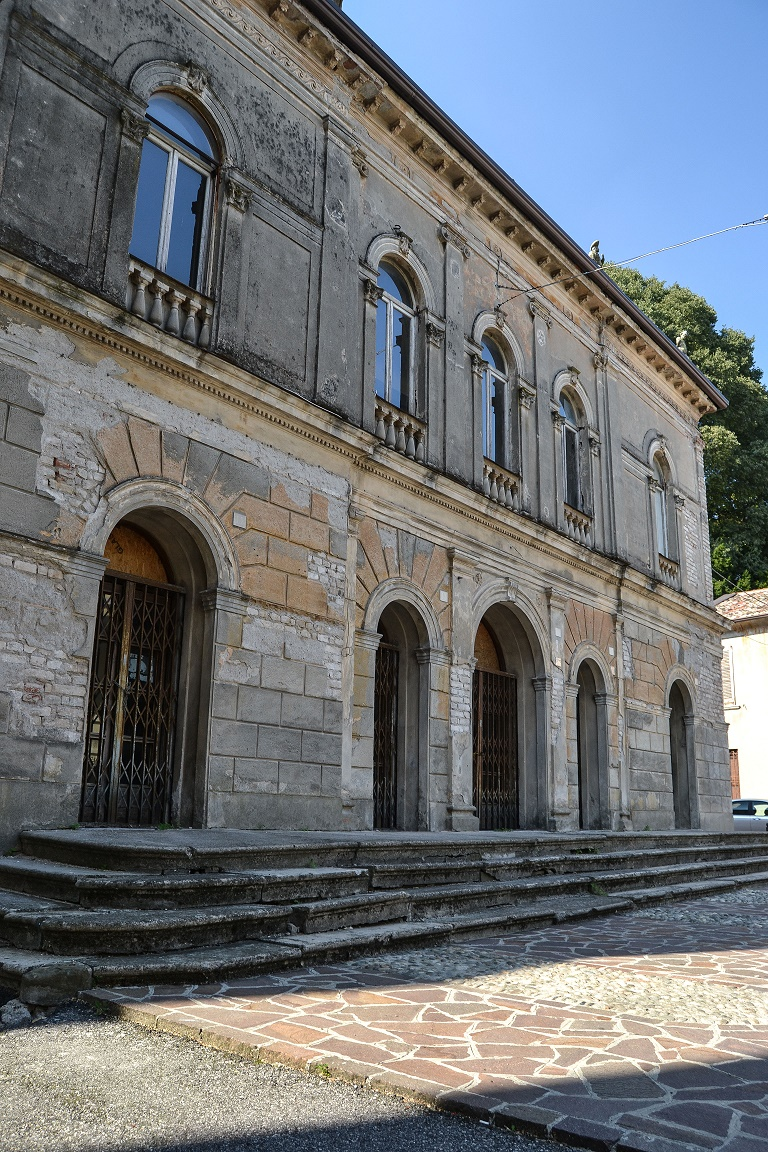
Teatro Sociale di Asola DSC 0035

L'8 maggio 1890 il Comune concedeva in uso perpetuo alla nuova Società dei Palchettisti l'antica Chiesa di Sant'Erasmo (distrutta intorno al 1564) di sua proprietà, parzialmente cadente e in parte adibita a magazzino, da utilizzare per un Nuovo Teatro Sociale come vediamo oggi.
Cessando di essere utilizzato per spettacoli teatrali, nella seconda metà del XX secolo è stato usato come sala cinematografica e di conseguenza completamente riadattato negli interni.

## Descrizione
L'edificio, inaugurato nel 1891, presenta una facciata tardo-neoclassica e sulla cornice di gronda statue raffiguranti maschere della commedia dell'arte.
Sul fianco destro rimane l'Abside Romanica di Sant'Erasmo e un'epigrafe a ricordo delle origini della chiesa stessa, costruita nell'epoca dell'imperatore Costantino sulle rovine di un tempio di Giove, più volte rimaneggiata, scampata alle distruzioni subite da Asola nel 1125 e nel 1403, ma non alla sistemazione di fine Ottocento che la ridusse appunto a teatro.
Dell'assetto originale interno si ricordano le decorazioni pittoriche dell'artista asolano Domenico Uggeri (1820-1908).